# Hậu cần bên thứ ba
Hậu cần bên thứ ba (viết tắt là 3PL, hoặc TPL) trong quản lý chuỗi cung ứng và hậu cần là việc công ty sử dụng các doanh nghiệp bên thứ ba để thuê ngoài các yếu tố của dịch vụ phân phối, lưu kho và thực hiện.
Các nhà cung cấp dịch vụ hậu cần bên thứ ba thường chuyên về các hoạt động tích hợp của dịch vụ kho bãi và vận chuyển có thể được thu nhỏ và tùy chỉnh theo nhu cầu của khách hàng, dựa trên điều kiện thị trường, để đáp ứng nhu cầu và yêu cầu dịch vụ giao hàng cho sản phẩm của họ.  Thông thường, các dịch vụ vượt qua hậu cần để bao gồm các dịch vụ giá trị gia tăng liên quan đến sản xuất hoặc mua sắm hàng hóa, chẳng hạn như các dịch vụ tích hợp các bộ phận của chuỗi cung ứng.  Nhà cung cấp các dịch vụ tích hợp như vậy được gọi là nhà cung cấp quản lý chuỗi cung ứng bên thứ ba (3PSCM) hoặc là nhà cung cấp dịch vụ quản lý chuỗi cung ứng (SCMSP). 3PL nhắm đến các chức năng cụ thể trong quản lý cung ứng, chẳng hạn như kho bãi, vận chuyển hoặc cung cấp nguyên liệu.
Thị trường 3PL toàn cầu đạt 75 tỷ đô la trong năm 2014 và tăng lên 157 tỷ đô la tại Hoa Kỳ; tăng trưởng nhu cầu cho các dịch vụ 3PL ở Mỹ (7,4% YoY) đã vượt xa sự tăng trưởng của nền kinh tế Mỹ trong năm 2014. Tính đến năm 2014, 80 phần trăm của tất cả các công ty Fortune 500 và 96 phần trăm của Fortune 100 đã sử dụng một số hình thức dịch vụ 3PL.
Thị trường hậu cần bên thứ ba toàn cầu được dự đoán sẽ tăng trưởng khoảng năm phần trăm (CAGR) trong giai đoạn 2016 đến 2024, với thị trường dự kiến sẽ đạt quy mô khoảng 1.054 tỷ USD vào năm 2024.

## Các loại
Các nhà cung cấp dịch vụ hậu cần của bên thứ ba bao gồm các nhà giao nhận vận tải, các công ty chuyển phát nhanh, cũng như các công ty khác tích hợp và cung cấp các dịch vụ hậu cần và vận chuyển được ký hợp đồng phụ.  Hertz và Alfredsson (2003) mô tả bốn loại nhà cung cấp 3PL:
- Nhà cung cấp 3PL tiêu chuẩn: đây là hình thức cơ bản nhất của nhà cung cấp 3PL.  Họ sẽ thực hiện các hoạt động như, chọn và đóng gói, lưu kho và phân phối (kinh doanh) - các chức năng cơ bản nhất của hậu cần.  Đối với phần lớn các công ty này, chức năng 3PL không phải là hoạt động chính của họ.
- Nhà phát triển dịch vụ: loại nhà cung cấp 3PL này sẽ cung cấp cho khách hàng của họ các dịch vụ giá trị gia tăng cao như: theo dõi và truy tìm, kết nối chéo, đóng gói cụ thể hoặc cung cấp một hệ thống bảo mật duy nhất.  Nền tảng CNTT vững chắc và tập trung vào tính kinh tế về quy mô và phạm vi sẽ cho phép loại nhà cung cấp 3PL này thực hiện các loại nhiệm vụ này.
- Bộ điều hợp khách hàng: loại nhà cung cấp 3PL này xuất hiện theo yêu cầu của khách hàng và về cơ bản chiếm quyền kiểm soát hoàn toàn các hoạt động hậu cần của công ty.  Nhà cung cấp 3PL cải thiện đáng kể hậu cần, nhưng không phát triển dịch vụ mới.  Cơ sở khách hàng cho loại nhà cung cấp 3PL này thường khá nhỏ.
- Nhà phát triển khách hàng: đây là mức cao nhất mà nhà cung cấp 3PL có thể đạt được đối với các quy trình và hoạt động của mình.  Điều này xảy ra khi nhà cung cấp 3PL tích hợp chính nó với khách hàng và tiếp quản toàn bộ chức năng hậu cần của họ.  Các nhà cung cấp này sẽ có ít khách hàng, nhưng sẽ thực hiện các nhiệm vụ sâu rộng và chi tiết cho họ.[5]

Thuê ngoài có thể bao gồm một tập hợp con của hậu cần hoạt động, khiến một số sản phẩm hoặc các bước vận hành không bị ảnh hưởng vì hậu cần trong nhà có thể thực hiện công việc tốt hơn hoặc rẻ hơn so với nhà cung cấp bên ngoài.  Một điểm quan trọng khác là định hướng khách hàng của nhà cung cấp 3PL.  Nhà cung cấp phải phù hợp với cấu trúc và các yêu cầu của công ty.  Sự phù hợp này quan trọng hơn tiết kiệm chi phí thuần túy, như một khảo sát của các nhà cung cấp 3PL cho thấy rõ: Định hướng khách hàng dưới dạng thích ứng với thay đổi nhu cầu của khách hàng, độ tin cậy và tính linh hoạt của nhà cung cấp dịch vụ hậu cần bên thứ ba được đề cập quan trọng hơn nhiều so với thuần túy tiết kiệm chi phí.

### Nhà cung cấp dịch vụ hậu cần
Các nhà cung cấp 3PL không có tài sản riêng của họ được gọi là nhà cung cấp dịch vụ hậu cần chính.  Các nhà cung cấp dịch vụ hậu cần có lợi thế là họ có chuyên môn trong ngành kết hợp với chi phí thấp, nhưng khả năng đàm phán thấp hơn và ít tài nguyên hơn so với nhà cung cấp bên thứ ba dựa trên quy mô công ty lớn, cơ sở khách hàng tốt và hệ thống mạng được thiết lập. Các nhà cung cấp 3PL có thể hy sinh hiệu quả bằng cách ưu tiên tài sản của họ để tối đa hóa hiệu quả của chính họ.  Các nhà cung cấp dịch vụ hậu cần chính cũng có thể ít quan liêu hơn với các chu kỳ ra quyết định ngắn hơn do quy mô nhỏ hơn của công ty.

## Lớp
Các nhà cung cấp dịch vụ hậu cần của bên thứ nhất (1PL) là các nhà cung cấp dịch vụ duy nhất trong một khu vực địa lý cụ thể chuyên về một số hàng hóa hoặc phương thức vận chuyển nhất định.  Ví dụ là: các công ty chuyên chở, khai thác cảng, công ty kho.  Bộ phận hậu cần của một công ty sản xuất cũng có thể là nhà cung cấp dịch vụ hậu cần của bên thứ nhất nếu họ có tài sản vận chuyển và kho hàng riêng.
Các nhà cung cấp dịch vụ hậu cần bên thứ hai (2PL) là các nhà cung cấp dịch vụ cung cấp các dịch vụ hậu cần chuyên biệt của họ trong một khu vực địa lý (quốc gia) lớn hơn so với 1PL.  Thường có các hợp đồng khung giữa 2PL và khách hàng, quy định các điều kiện cho nhiệm vụ vận chuyển chủ yếu được đặt trong thời gian ngắn. 2PL cung cấp các nguồn lực hậu cần riêng và bên ngoài như xe tải, xe nâng, kho hàng, vv để vận chuyển, xử lý hàng hóa hoặc hoạt động quản lý kho.  Hậu cần bên thứ hai phát sinh trong quá trình toàn cầu hóa và xu hướng nổi dậy của quản lý tinh gọn, khi các công ty bắt đầu thuê ngoài các hoạt động hậu cần của họ để tập trung vào các công ty cốt lõi của riêng họ.  Ví dụ: dịch vụ chuyển phát nhanh, chuyển phát nhanh và bưu kiện; hãng vận tải biển, giao nhận vận tải và nhà cung cấp trung chuyển.
Sự khác biệt đáng kể nhất giữa nhà cung cấp dịch vụ hậu cần bên thứ hai và nhà cung cấp dịch vụ hậu cần bên thứ ba là thực tế là nhà cung cấp 3PL luôn được tích hợp trong hệ thống của khách hàng.  2PL không được tích hợp, ngược lại với 3PL, anh ta chỉ là nhà cung cấp dịch vụ hậu cần thuê ngoài, không tích hợp hệ thống.  2PL hoạt động thường xuyên trong cuộc gọi (ví dụ: dịch vụ chuyển phát nhanh) trong khi 3PL gần như mỗi lần được thông báo về khối lượng công việc trong tương lai gần.  Một điểm khác 2 và 3PL là đặc điểm kỹ thuật và tùy biến dịch vụ.  2PL thường chỉ cung cấp các dịch vụ được tiêu chuẩn hóa, trong khi 3PL thường cung cấp các dịch vụ được tùy chỉnh và chuyên biệt theo nhu cầu của khách hàng.  Điều này có thể là do các hợp đồng dài hạn thường thấy trong thị trường hậu cần của bên thứ ba.  Hiệu quả chi phí của nhà cung cấp dịch vụ hậu cần bên thứ ba chỉ được đưa ra trong thời gian dài với hợp đồng và lợi nhuận ổn định.  Ngược lại, dịch vụ hậu cần của bên thứ hai không thể được tùy chỉnh, liên quan đến thị trường biến động với sự cạnh tranh gay gắt và cuộc chiến giá cả ở mức độ thấp.  Và ở đó chúng tôi có một điểm phân biệt khác giữa 2PL và 3PL: Độ bền của hợp đồng. Hợp đồng 3PL là hợp đồng dài hạn, trong khi hợp đồng 2PL có độ bền thấp, do đó khách hàng linh hoạt trong việc ứng phó với sự thay đổi của thị trường và giá cả.
Với các công ty hoạt động trên toàn cầu, nhu cầu tăng khả năng hiển thị chuỗi cung ứng và giảm rủi ro, cải thiện vận tốc và giảm chi phí - tất cả cùng một lúc - đòi hỏi một giải pháp công nghệ chung.  Các nhà cung cấp phi tài sản thực hiện các chức năng như tư vấn về đóng gói và vận chuyển, báo giá cước, thanh toán tài chính, kiểm toán, theo dõi, dịch vụ khách hàng và giải quyết vấn đề.  Tuy nhiên, họ không thuê bất kỳ tài xế xe tải hoặc nhân viên kho nào và họ không sở hữu bất kỳ tài sản phân phối hàng hóa vật lý nào của riêng họ - không xe tải, không rơ moóc lưu trữ, không pallet và không lưu kho.  Một nhà cung cấp phi tài sản bao gồm một nhóm các chuyên gia tên miền có chuyên môn về ngành vận tải hàng hóa và tài sản công nghệ thông tin.  Họ đóng một vai trò tương tự như các đại lý vận tải hàng hóa hoặc các nhà môi giới, nhưng duy trì một mức độ lớn hơn đáng kể của bàn tay về sự tham gia của vận chuyển trên các sản phẩm.  Các nhà cung cấp này là dịch vụ 4PL và 5PL.
Một nhà cung cấp dịch vụ hậu cần bên thứ tư không có tài sản vận chuyển thuộc sở hữu hoặc năng lực kho.  Họ có chức năng phân bổ và tích hợp trong chuỗi cung ứng với mục đích tăng hiệu quả của nó.  Ý tưởng về một nhà cung cấp dịch vụ hậu cần của bên thứ tư đã được ra đời vào những năm bảy mươi bởi công ty tư vấn Accdvisor.  Các công ty đang thuê ngoài lựa chọn nhà cung cấp dịch vụ hậu cần của bên thứ ba và quá trình tối ưu hóa việc tích hợp các nhà cung cấp này với PL làm trung gian.  Điều đó giúp giảm chi phí và 4PL phải có cái nhìn tổng quan về toàn bộ thị trường hậu cần để chọn 3PL lý tưởng cho tất cả các hoạt động logistic hoạt động.  Để có thể cung cấp một giải pháp lý tưởng như vậy, các nhà cung cấp dịch vụ hậu cần bên thứ tư cần có kiến thức tốt về ngành hậu cần và cơ sở hạ tầng CNTT tốt.  Nhà cung cấp dịch vụ hậu cần bên thứ tư chọn nhà cung cấp 3PL từ thị trường phù hợp nhất cho các vấn đề hậu cần của khách hàng.  Không giống như chức năng phân bổ của 4PL trong chuỗi cung ứng, năng lực cốt lõi của nhà cung cấp 3PL là hậu cần hoạt động.
Các nhà cung cấp dịch vụ hậu cần bên thứ năm (5PL) cung cấp quản lý chuỗi cung ứng và cung cấp dịch vụ tư vấn và quản lý chuỗi cung ứng theo định hướng hệ thống cho khách hàng của họ.  Những tiến bộ trong công nghệ và sự gia tăng liên quan đến khả năng hiển thị chuỗi cung ứng và liên lạc giữa các công ty đã tạo ra một mô hình tương đối mới cho hoạt động hậu cần của bên thứ ba - "nhà cung cấp dịch vụ hậu cần phi tài sản".

## Vận chuyển theo yêu cầu
Vận chuyển theo yêu cầu là một thuật ngữ tương đối mới được đặt ra bởi các nhà cung cấp 3PL để mô tả các dịch vụ môi giới, quảng cáo và "khách hàng" của họ.  Vận chuyển theo yêu cầu đã trở thành một khả năng bắt buộc đối với các nhà cung cấp 3PL thành công ngày nay trong việc cung cấp các giải pháp cụ thể của khách hàng cho nhu cầu của chuỗi cung ứng.
Các lô hàng này thường không di chuyển theo kịch bản "tỷ lệ thắng thấp nhất" và có thể mang lại lợi nhuận rất cao cho 3PL chiến thắng doanh nghiệp.  Chi phí được trích dẫn cho khách hàng cho các dịch vụ theo yêu cầu dựa trên các trường hợp cụ thể và tính sẵn có và có thể khác nhiều so với mức giá "được công bố" thông thường.
Vận tải theo yêu cầu là một phân khúc tiếp tục phát triển và phát triển trong ngành công nghiệp 3PL.
Các phương thức vận chuyển cụ thể có thể tuân theo mô hình theo yêu cầu bao gồm (nhưng không giới hạn) các điều sau:
- FTL, hoặc tải đầy đủ
- LTL, hoặc ít hơn tải trọng xe tải
- Hotshot (trực tiếp, chuyển phát nhanh độc quyền)
- Chuyến bay tiếp theo, đôi khi còn được gọi là Chuyến bay tốt nhất (vận chuyển hàng không thương mại)
- Dịch vụ cấp tốc: (trực tiếp, chuyển phát nhanh độc quyền) Giao hàng ngay hoặc "chỉ trong thời gian" (JIT) [15][16]
- Quốc tế khẩn cấp

Các nhà môi giới mới có xu hướng sử dụng môi giới được gọi là môi giới "cười và quay số" về cơ bản hoạt động như các trung tâm cuộc gọi tiếp thị qua điện thoại.  Các nhà môi giới không có nghĩa vụ vận chuyển thành công tất cả các tải (trái ngược với các nhà cung cấp dịch vụ hậu cần hợp đồng) và hầu hết tất cả các đại diện bán hàng đều được ủy quyền rất nhiều (và 100%), và phần lớn ngày của công nhân được dành cho các cuộc gọi bán hàng lạnh.  Các công ty môi giới quay số thường yêu cầu tỷ lệ lợi nhuận gộp 15% (chênh lệch giữa số tiền mà người giao hàng trả cho người môi giới và người môi giới trả cho người vận chuyển), và chế độ bồi thường hoa hồng có nghĩa là doanh thu của nhân viên trong các trung tâm cuộc gọi đạt tới 100 % mỗi năm.
Đối với người giao hàng thường xuyên, môi giới cười và quay số có thể cung cấp một cách thuận tiện để vận chuyển hàng hóa.  Nhưng việc thiếu chuyên môn sâu do doanh thu không đổi, kết hợp với tỷ lệ giá 15%, có nghĩa là một chuyên gia giao thông có khả năng hợp lý có thể có được các dịch vụ vận tải tiết kiệm và đáng tin cậy hơn, trong khi một người giao hàng cần giao hàng càng sớm càng tốt, từ vận tải hàng không, điều lệ không khí, giải phóng mặt bằng, dịch vụ phẳng, làm lạnh, LTL hoặc tải trọng xe đầy đủ, thang máy, xe tải hoặc xe.  Với giao hàng JIT, giá sẽ là thứ yếu so với giao hàng theo yêu cầu càng sớm càng tốt.

## Liên minh ngang
Raue & Wieland (2015) mô tả ví dụ về liên minh ngang giữa các nhà cung cấp dịch vụ hậu cần, nghĩa là sự hợp tác giữa hai hoặc nhiều công ty hậu cần có khả năng cạnh tranh.  Các công ty hậu cần có thể hưởng lợi gấp đôi từ một liên minh như vậy.  Một mặt, họ có thể "truy cập các tài nguyên hữu hình có thể khai thác trực tiếp".  Điều này bao gồm mở rộng mạng lưới giao thông chung, cơ sở hạ tầng kho của họ và khả năng cung cấp các gói dịch vụ phức tạp hơn bằng cách kết hợp các tài nguyên.  Mặt khác, các LSP có thể "truy cập các tài nguyên vô hình, không thể khai thác trực tiếp".  Điều này bao gồm bí quyết và thông tin, và đến lượt nó, sự đổi mới.

## Ưu điểm

### Tiết kiệm chi phí và thời gian
Logistics là năng lực cốt lõi của các nhà cung cấp dịch vụ hậu cần của bên thứ ba.  Các nhà cung cấp có thể có kiến thức liên quan tốt hơn và chuyên môn cao hơn công ty sản xuất hoặc bán hàng, và cũng có thể có nhiều mạng lưới toàn cầu hơn cho phép hiệu quả về thời gian và chi phí lớn hơn.
Thiết bị và hệ thống CNTT của các nhà cung cấp 3PL được cập nhật và điều chỉnh liên tục để phù hợp với yêu cầu của khách hàng và nhà cung cấp của khách hàng.  Các công ty sản xuất hoặc bán thường không có thời gian, nguồn lực hoặc chuyên môn để điều chỉnh thiết bị và hệ thống của họ nhanh chóng.

### Cam kết vốn thấp
Nếu hầu hết hoặc tất cả các chức năng hoạt động được thuê ngoài cho nhà cung cấp 3PL, thường thì khách hàng không cần phải sở hữu kho hoặc phương tiện vận chuyển riêng, giảm lượng vốn cần thiết cho hoạt động kinh doanh của khách hàng.  Điều này đặc biệt có lợi nếu kho của công ty có sự thay đổi lớn trong việc sử dụng công suất, dẫn đến việc mua quá mức công suất kho và giảm lợi nhuận.

### Tập trung
Thuê ngoài hậu cần cho phép các công ty có chuyên môn hậu cần hạn chế tập trung vào hoạt động kinh doanh cốt lõi của họ.  Sự phức tạp ngày càng tăng trong kinh doanh cho thấy các công ty được hưởng lợi từ việc không dành tài nguyên cho các lĩnh vực mà họ không có kỹ năng.

### Mềm dẻo
Các nhà cung cấp dịch vụ hậu cần của bên thứ ba có thể cung cấp sự linh hoạt cao hơn cho phân phối địa lý và có thể cung cấp nhiều dịch vụ lớn hơn so với khách hàng có thể tự cung cấp.  Điều này cũng cho phép các doanh nghiệp dự đoán nhiều hơn các nguồn lực của mình bao gồm quy mô lực lượng lao động và biến chi phí cố định thành chi phí biến đổi.

## Nhược điểm

### Mất kiểm soát
Một bất lợi là sự mất kiểm soát của khách hàng khi sử dụng dịch vụ hậu cần của bên thứ ba.  Với dịch vụ hậu cần bên ngoài, nhà cung cấp 3PL thường đảm nhận việc giao tiếp và tương tác với khách hàng hoặc nhà cung cấp của công ty.  Để giảm thiểu điều này, một số nỗ lực của 3PL để tự xây dựng thương hiệu cho khách hàng của mình, chẳng hạn như áp dụng logo của khách hàng trên tài sản của họ và mặc quần áo cho nhân viên của họ như nhân viên của khách hàng.

### CNTT
Các hệ thống CNTT của nhà cung cấp và khách hàng phải tương thích với nhau.  Công nghệ giúp tăng khả năng hiển thị cho khách hàng bằng cách cập nhật trạng thái liên tục thông qua Phần mềm quản lý và trao đổi dữ liệu điện tử (EDI) liên quan đến chi phí, nhưng nó có thể giúp tránh các hình phạt cho sự chậm trễ và tổn thất tài chính sau đó như không dỡ hàng hóa kịp thời.